# Karviná
Karviná é uma cidade checa localizada na região de Morávia-Silésia, distrito de Karviná.